# Моя дорога Клементина
«Моя дорога́ Клементина» (фр. My Darling Clementine) — американський вестерн 1946 року поставлений режисером Джоном Фордом за романом Стюарта Н. Лейка. Прем'єра стрічки відбулася 2 грудня 1946 року, а в 1991 році фільм включено до Національного реєстру фільмів в історії США. 

## Сюжет
Чотири брати Ерп женуть стадо в Каліфорнію на продаж. Доки молодший Джеймс стереже стадо в таборі, троє старших — Вайєтт, колишній судовий маршал Додж-Сіті, Морган і Вірджил — навідуються до сусіднього містечка Тумстоун, де гамірно і неспокійно. Повернувшись у табір, вони виявляють, що стадо зникло, а Джеймса вбито. Вайєтт погоджується стати шерифом Тумстоуна; братів він призначає своїми помічниками. Вайєтт приймає це рішення, щоб знайти вбивцю брата і повернути в містечко мир і спокій. У барах міста він часто зустрічає Дока Голлідея, хірурга-невдаху, який тепер помалу господарює в Тумстоуні й лікує нудьгу і туберкульоз за допомогою віскі. У Дока є коханка — співачка Чіуауа.
У Тумстоун після довгої подорожі приїжджає дівчина з Бостона Клементина Картер. Вона розшукує Дока, якого любить і хоче забрати з собою. Док грубо відштовхує Клементину, але Вайєтт, дуже вражений її красою й елегантністю, закохується в неї. Він запрошує її на танець після меси, що пройшла перед дерев'яним каркасом церкви, що будується.
Вайєтт помічає, що Чіуауа носить прикрасу, яку Джеймс купив своїй нареченій. Чіуауа запевняє, що це подарунок Дока. Вайєтт кидається в погоню за Доком, який супроводжує в Тусон конвой з грошима. Опинившись віч-на-віч з Доком, Чіуауа зізнається, що отримала коштовність з рук Біллі, одного з синів старого Клентона. У цей самий момент Біллі ранить її пострілом з револьвера, щоб заткнути їй рот, і, смертельно поранений Вайєттом, такає в лігво своєї сімейки — «Стайні старого Кіндерслі». Док оперує Чіуауа на місці — без підготовки й анестезії. Операція здається успішною, проте незабаром після цього Чіуауа все ж помирає.
В цей час Вірджил Ерп, відправившись слідами Біллі, гине від руки старого Клентона — тієї самої людини, яка разом з синами викрала стадо Ерпів та вбила Джеймса. Удосвіта Док Голлідей, Вайєтт і Морган Ерп вступають до «Стайні старого Кіндерслі». У перестрілці гинуть Клентон, усі чотири його сини й Док. Вайєтт і Морган їдуть до батька, щоб повідомити йому сумні новини. Вайєтт говорить Клементині, що стала вчителькою в Тумстоуні, що повернеться до неї.

## В ролях
| Генрі Фонда            | ···· | Вайєтт Ерп                |
| Лінда Дарнелл          | ···· | Чіуауа                    |
| Віктор Метюр           | ···· | Джон Генрі «Док» Голлідей |
| Кеті Даунс             | ···· | Клементіна Картер         |
| Волтер Бреннан         | ···· | Ньюман Гейнс Клентон      |
| Тім Голт               | ···· | Вірджил Ерп               |
| Ворд Бонд              | ···· | Морган Ерп                |
| Алан Мобрі             | ···· | Гренвілл Торндайк, актор  |
| Джон Айрленд           | ···· | Біллі Клентон             |
| Рой Робертс            | ···· | мер                       |
| Джейн Дарвелл          | ···· | Кейт Нельсон              |
| Грант Вітерс           | ···· | Айк Клентон               |
| Дж. Фаррелл Макдональд | ···· | Мак, бармен               |
| Дон Гарнер             | ···· | Джеймс Ерп                |

## Історичне підґрунтя
У основу сценарію покладено авторизовану біографію Вайєтта Ерпа авторства Стюарта Лейка (1931), яка вже була екранізована Аланом Двоном у 1939 році під назвою «Маршал з фронтира».
У основі сюжету роману і фільму — знаменита стрілянина біля стайні старого Кіндерслі, що стала символом боротьби між представниками закону і бандитами в ті часи, коли правоохоронні органи на Дикому Заході були слабкими або не існували взагалі. Форд, який в молодості зустрічався з Вайєттом Ерпом, заявляв, що сцена перестрілки знята так, як її описав йому Ерп, з деякими відхиленнями. Насправді значна частина сюжету фільму не відповідає справжнім подіям:
- Реальні брати Ерп ніколи не промишляли перегоном худоби.
- Джеймс був старшим, а не молодшим братом Вайєтта і помер у 1926 році; у фільмі роком його смерті на табличці значиться 1882, тоді як перестрілка мала місце 26 жовтня 1881 р. Могили учасників перестрілки

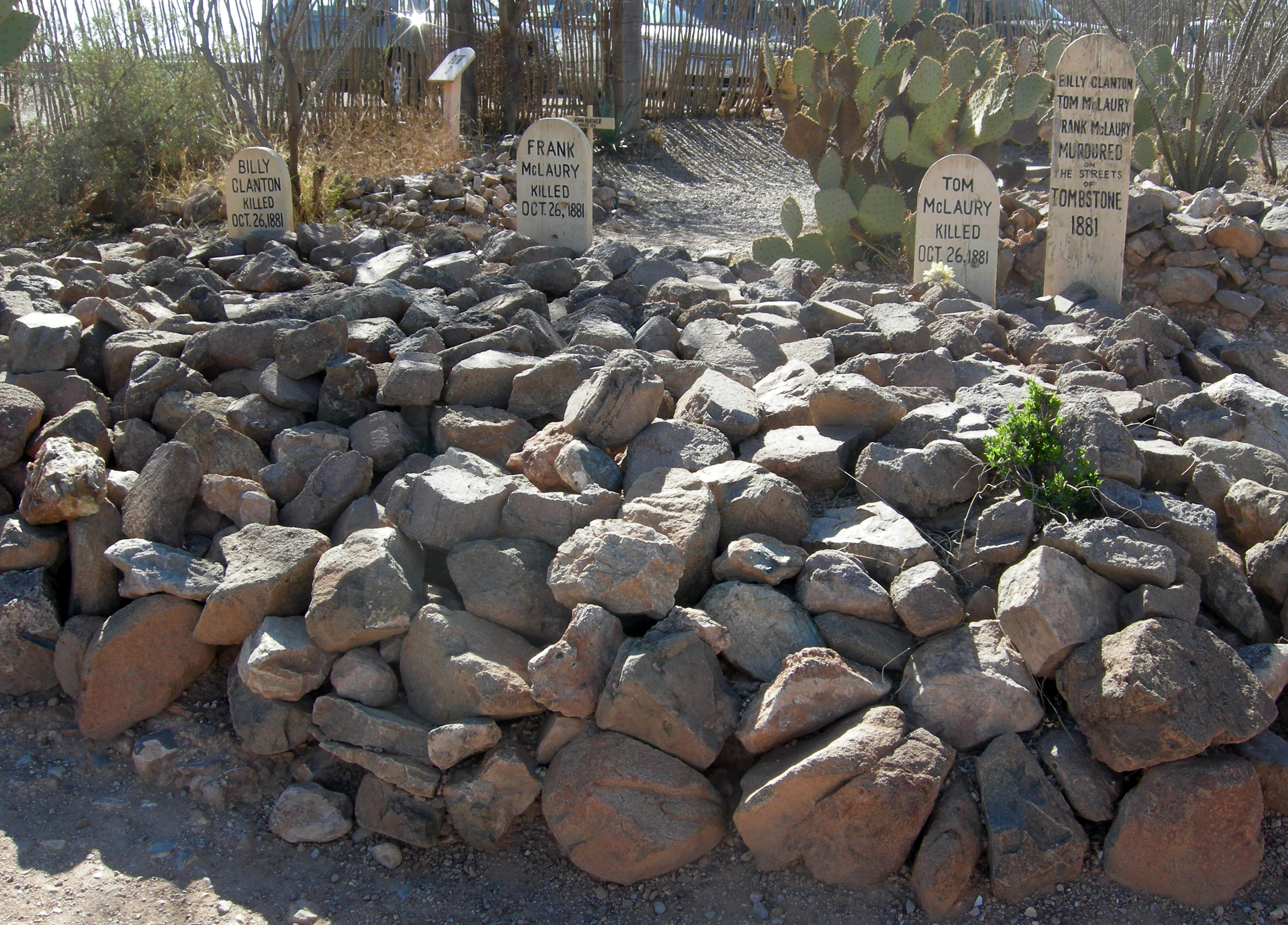
Могили учасників перестрілки

- Старий Клентон помер за два місяці до перестрілки.
- Док Голлідей був стоматологом, а не хірургом, і помер через 6 років після перестрілки від туберкульозу.
- У фільмі Вайєтт Ерп і Док Голлідей зустрічаються в Тумстоуні вперше; насправді на момент зустрічі вони були давно знайомі і дружили.
- Маршалом Тумстоуна був не Вайєтт, а Вірджил.
- Клементини Картер не існувало.

## Робота над фільмом
Джон Форд спочатку не хотів знімати цей фільм. Після Другої світової війни він заснував свою власну, незалежну компанію Argosy Pictures, проте за контрактом повинен був зняти ще одну стрічку для Twentieth Century Fox. Дерріл Занук, глава Fox, не зміг умовити Форда підписати новий контракт і запропонував зняти «Мою дорогу Клементину». Як і у випадку багатьох інших фільмів Форда, зйомки проходили в Долині монументів; вони почалися в травні 1946 року і були закінчені за 45 днів. Після закритого перегляду Занук визнав фільм занадто довгим і нерівним, віддав розпорядження режисерові Ллойду Бейкону зняти додаткові сцени і ґрунтовно перемонтував фільм, викинувши близько 30 хвилин. Прем'єра відбулася в листопаді 1946 року, стрічка була позитивно прийнята критиками й глядачами, хоча і не стала гучним хітом. Оригінальна режисерська версія не збереглася. Фільм відновлено за допрокатною версією, яка з'явилася через декілька місяців після закритого перегляду.

## Відгуки
У фільмі піднято тему приходу на Дикий Захід законності і європейської цивілізованості, що давно цікавила Форда. Кінознавець Пітер Воллен пише, що в ту мить, коли Вайєтт Ерп заходить до цирульні поголитися, відбувається його «переродження з ковбоя-холостяка без даху над головою, дикого кочівника, заклопотаного тільки помстою», в «сімейну людину, споважнілу, культурну, в шерифа-правозастосовника».
Хоча «Клементина» була улюбленим фільмом відомого своїми «кривавими» вестернами режисера Сема Пекінпа, Форд всіляко підкреслює прагнення головного героя уникнути застосування сили. Як пише російський кінознавець М. Трофименков, Форд «зняв фільм про те, що ніхто не хотів вбивати: те, що для героя поганого вестерну — іменини серця, для нього — обтяжлива необхідність».

## Визнання
| Нагороди та номінації фільму «Моя дорога Клементина» | Нагороди та номінації фільму «Моя дорога Клементина» | Нагороди та номінації фільму «Моя дорога Клементина» | Нагороди та номінації фільму «Моя дорога Клементина» | Нагороди та номінації фільму «Моя дорога Клементина» | Нагороди та номінації фільму «Моя дорога Клементина» |
| Рік                                                  | Кінофестиваль/кінопремія                             | Категорія/нагорода                                   | Номінант                                             | Результат                                            |                                                      |
| ---------------------------------------------------- | ---------------------------------------------------- | ---------------------------------------------------- | ---------------------------------------------------- | ---------------------------------------------------- | ---------------------------------------------------- |
| 1946                                                 | Національна рада кінокритиків США                    | ТОП-10 фільмів                                       | Моя дорога Клементина                                | Включення                                            |                                                      |
| 1948                                                 | Італійський національний синдикат кіножурналістів    | Найкращий фільм іноземною мовою                      | Моя дорога Клементина                                | Перемога                                             |                                                      |
| 1991                                                 | Національний реєстр фільмів                          | Національний реєстр фільмів                          | Моя дорога Клементина                                | Включення                                            |                                                      |